# Pablo Tallarico
Pablo Daniel Tallarico García (Montevideo, Uruguay) es un exfutbolista profesional, exrepresentante de jugadores y actual dirigente deportivo.

## Carrera como futbolista
Fue futbolista profesional, jugando en la posición de arquero y militó en los clubes River Plate y Huracán Buceo de su país. A Chile arribó a los 19 años y defendió las camisetas de Deportes Puerto Montt, Deportes Temuco, Santiago Morning y Curicó Unido.

## Representante de jugadores
Tras abandonar la actividad se dedicó a la representación de jugadores, siendo el primer empresario agente FIFA en Chile. En 2001 tuvo su primera polémica al descubrirse que el defensa chileno Pablo Contreras, en ese momento jugador del A.S. Mónaco, tenía un pasaporte italiano falso para jugar como comunitario en el equipo francés, situación por la cual el jugador fue finiquitado del club. Luego, tuvo una disputa legal con Fernando Felicevich, representante de Alexis Sánchez, por el traspaso del tocopillano al Udinese. Tallarico culpaba a Felicevich de dejarlo afuera del negocio, cuando ambos eran socios y trabajaron juntos en el descubrimiento de la joven promesa de Tocopilla. Después de estas y varias polémicas más con otros futbolistas, en 2011 Tallarico renunció como agente para dedicarse al cargo de director general de la Comisión de Selecciones Menores, para coordinar la labor de todos los combinados juveniles de la Selección chilena.

## Asesor deportivo de clubes
Como asesor deportivo trabajó en Deportes Antofagasta, Everton, Palestino, Huachipato y San Luis. En todos los anteriores hubo acusaciones en contra del uruguayo por irregularidades económicas, menos en San Luis, en donde su presidente Manuel Gahona explicó que la labor de Tallarico fue solo de asesoramiento de refuerzos para el club en 2009, con los cuales el elenco canario ascendió a Primera División.

### Desafiliación de Deportes Concepción
En enero de 2010 el empresario forma parte de Fuerza, Garra y Corazón S.A.D.P, concesionaria que desde ese momento asumió el control de Deportes Concepción, junto a, entre otros, Nibaldo Jaque. La gestión en el club parecía buena y tranquila en los años posteriores, hasta que finalizado el torneo de Primera B 2015-16 se destapó una serie de irregularidades y deudas económicas del club, debido a dineros enviados desde la ANFP hacia el club, pero que fueron cobrados de forma personal, y no llegaron a destino. A pesar de que Tallarico vendió sus acciones en 2014, es culpado como uno de los responsables de la desafiliación de Deportes Concepción del fútbol profesional por insolvencia económica, ya que fue culpado de estafa y apropiación indebida de recursos.